# Marcy Pendleton
William Larned Marcy Pendleton, född 19 december 1865 i Paris, död 1934, var en amerikansk konstnär.
Pendleton föddes i Paris av amerikanska föräldrar. Han studerade konst för Carolus-Duran i Paris och slöt sig efter sin utbildning till independenterna. Vid Parissalongen 1898 fick han ett hedersomnämnande. Han var i början av 1890-talet bosatt ett antal år i Örebro. Han medverkade i Svenska konstnärernas förenings utställning 1895, Konstnärsförbundets utställning 1899 i Stockholm. Separat ställde han ut i Stockholm 1896. Han valdes in som medlem i Konstnärsklubben 1896. Omkring sekelskiftet lämnade han Sverige och bosatte sig senare i Bethel. Pendleton är representerad vid Örebro läns museum.